# Dezider Michalík
Dezider Michalík (28. listopadu 1932 - 12. dubna 2019) byl slovenský a československý politik Komunistické strany Slovenska a poslanec Sněmovny lidu Federálního shromáždění za normalizace.

## Biografie
K roku 1971 se profesně uvádí jako vedoucí stanice ÚK a ZZ. K roku 1976 jako ředitel zemědělského zkušebního střediska.
Ve volbách roku 1971 zasedl do Sněmovny lidu (volební obvod č. 158 - Topoľčany, Západoslovenský kraj). Mandát obhájil ve volbách roku 1976 (obvod Topoľčany). Ve FS setrval do konce funkčního období, tedy do voleb roku 1981.